# Ampelisca lenaldei
Ampelisca lenaldei is een vlokreeftensoort uit de familie van de Ampeliscidae. De wetenschappelijke naam van de soort is voor het eerst geldig gepubliceerd in 1985 door Bellan-Santini.